# Jack Haven
Jack Haven (Dallas, 10 de agosto de 1994) atua em séries e filmes norte-americanos, sendo popular principalmente por interpretar Casey Gardner na série de televisão Atypical.

## Biografia e carreira
Jack Haven nasceu em 10 de agosto de 1994 em Dallas.
Popular por seu papel como Casey Gardner na série original da Netflix, Atypical. Jack também interpretou Maureen no drama The Glass Castle em 2017 e a personagem titular Margot na série de televisão Margot vs. Lily em 2016.
Haven ganhou seu primeiro crédito em 2015 no programa de televisão One Bad Choice, no qual interpretou Danielle no episódio "Kaitlyn Hunt".

## Vida pessoal
Jack é uma pessoa não-binária. Em janeiro de 2025, Haven anunciou sua mudança de nome  É fruto do relacionamento de Laura Lundy e Robert Paine.

## Filmografia

### Filmes
| Ano  | Título                    | Papel              | Notas |
| ---- | ------------------------- | ------------------ | ----- |
| 2015 | Irrational Man            | Braylin Student    |       |
| 2017 | The Glass Castle          | Maureen Walls      |       |
| 2017 | The Wilde Wedding         | Lara               |       |
| 2017 | Downsizing                | Dusan’s girlfriend |       |
| 2018 | Action Point              | Four Finger Annie  |       |
| 2019 | Bombshell                 | Julia Clarke       |       |
| 2020 | Bill & Ted Face The Music | Billie Logan       |       |
| 2024 | I Saw the TV Glow         | Maddy Wilson       |       |

### Televisão
| Ano       | Título          | Papel         | Notas            |
| --------- | --------------- | ------------- | ---------------- |
| 2015      | One Bad Choice  | Danielle      | 1 episódio       |
| 2016      | Margot vs. Lily | Margot        | 8 episódios      |
| 2017–2021 | Atypical        | Casey Gardner | Elenco principal |